# ワードエンジン
ワードエンジン（Word Engine）は、株式会社レキシカが運営する英語学習用ウェブサイトである。

## 概要
ワードエンジンはボキャブラリーに特化した、英語学習用ウェブサイトである。V-Checkと呼ばれる英単語力測定でまず現在の英単語力を測定し、その測定結果を基に、個々のユーザーに最適な学習単語コースが作成される。間を置いた反復という理論に基づく学習ツールにより、ユーザーによる長期記憶の構築を促進する。ユーザーの学習状況を管理する、教師や管理者向けのツールも存在する。

## コンテンツ
V-Check
V-Checkは項目応答理論（IRT）に基づいたコンピュータ適応型テスト（CAT）であり、受験者（ユーザー）の能力値を確率・統計的アプローチにより測定するテストである。能力値とはこの場合ユーザーの英単語力であり、ユーザーの知っている英単語の数を測定する。また、どの単語を知っていてどの単語を知らないのか、ということも同時に測定がなされる。V-Checkの結果を基に、そのユーザーの知らない重要単語をまとめた専用の学習単語リストが作成される。試験時間は通常2～3分程度。受験料は無料。
英単語コース
TOEIC、センター試験など、様々な種類の英単語コースが存在する。前述のV-Checkにより、各コースの英単語は、そのユーザーの既に知っている単語と知らない単語に自動的に振り分けられる。ユーザーは知らない単語だけをまとめた専用の英単語リストだけに集中して学習ができる。各英単語コースは、コーパス分析により選出された、使用頻度の高い重要英単語を収録している。
学習ツール
V-Checkの英単語力測定を基に作られた専用の英単語リストは、オンライン単語帳などの学習ツールで学習することができる。学習ツールは、ヘルマン・エビングハウスの忘却曲線に基づく間を置いた反復理論により、英単語を最適な順序と間隔で繰り返し、ユーザーの長期記憶の構築を促進する。